# Румянцев (село)
Румянцев (рум. Rumeanțev) — село в Кагульском районе Молдавии. Наряду с сёлами Дойна и Ясная Поляна входит в состав коммуны Дойна.

## География
Село расположено на высоте 192 метров над уровнем моря.

## Население
По данным переписи населения 2004 года, в селе Румянцев проживает 457 человек (210 мужчин, 247 женщин).
Этнический состав села:
| Национальность | Число жителей | Процентный состав |
| -------------- | ------------- | ----------------- |
| украинцы       | 244           | 53.39             |
| молдаване      | 170           | 37.2              |
| болгары        | 23            | 5.03              |
| русские        | 9             | 1.97              |
| гагаузы        | 6             | 1.31              |
| цыгане         | 1             | 0.22              |
| прочие         | 4             | 0.88              |
| Всего          | 457           | 100 %             |